# Castello di Annone
Castello di Annone är en ort och kommun i provinsen Asti i regionen Piemonte i Italien. Kommunen hade 1 928 invånare (2018).